# Tokuchika Miki

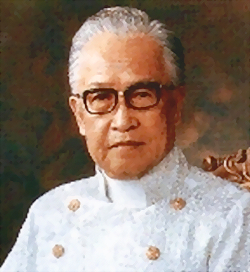
II Fundador, Tokuchika Miki.

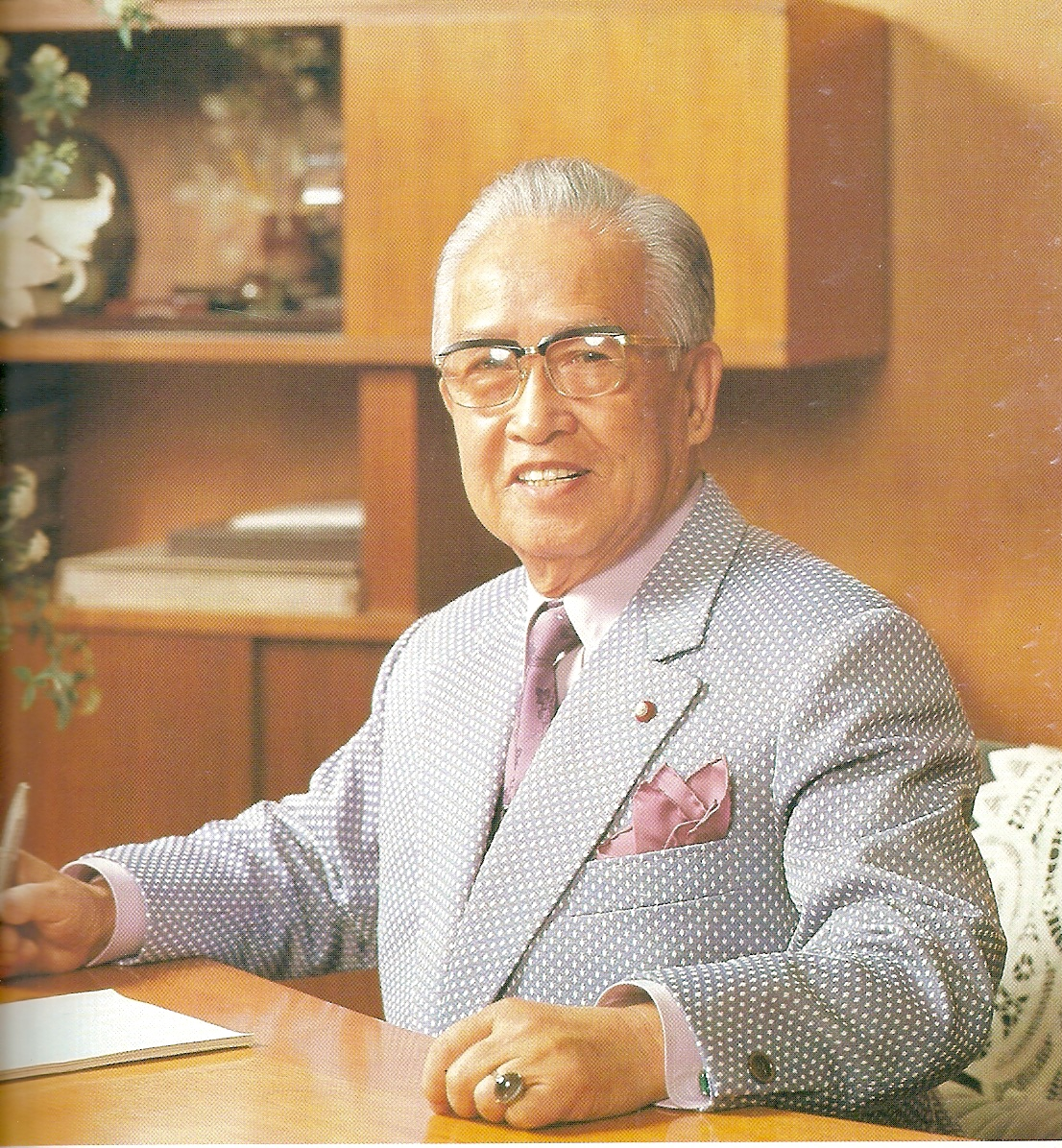
II Fundador em seu gabinete.

Tokuchika Miki é II Fundador da PL, Instituição Religiosa Perfect Liberty, religião internacional de origem japonesa, defensora do  ecumenismo, cujo ensinamento está centrado no auto-aprimoramento, objetivando o crescimento da auto-consciência e do auto-controle da emoção humana, para só assim, através desse novo estado espiritual, dito, "perfeita liberdade", alcançar a paz interior e a Paz Mundial, ideal maior da PL.

## Biografia
É filho de Tokuharu Miki, I Fundador (Kyosso), atingiu também elevado estado espiritual (satori), denominado então na PL de Oshieoyá-Samá. Sob a revelação divina do Preceito "Vida é Arte", estabeleceria uma nova fase de expansão mundial dos ensinamentos. O Segundo Fundador visitou o Vaticano, encontrando-se com o Papa Paulo VI e o Papa João Paulo II visando a cooperação entre as religiões, para dialogar sobre a Paz Mundial. Foi presidente, por inúmeros mandatos, da Federação das Novas Organizações Religiosas do Japão. Em 1970, ele liderou a construção da Torre da Paz PL, em Tondabayashi, Osaka, Japão, uma obra de 180 metros de altura, monumento dedicado a todas as almas daqueles que perderam suas vidas em guerras, desde o começo da humanidade.
Extremamente moderno a arrojado, sempre defendeu o uso pioneiro da informática nos estudos religiosos, mesmo ainda quando esta se encontrava em estado embrionário no Japão. De um espírito repleto de humanismo, dedicou-se à poesia, escrevendo largamente no estilo  Tanka, à pintura, à dança, à cerimônia do chá, ao arranjo floral (ikebana), sempre buscando o máximo de aprimoramento e exercício constante de uma expressão elevada da cultura, tendo sempre em vista seu ideal religioso de que "Vida é arte".
Nasceu em 08 de abril de 1900, no Templo da província de Anrakuji, no Japão e faleceu em 02 de fevereiro de 1983.
Takahito Miki, seu filho adotivo e sucessor, é foi o atual III Fundador, faleceu no dia 05 de dezembro de 2020

## Obras principais
- MIKI, Tokuchika - A Expressão da Mulher. São Paulo: Editora Vida Artística, 1990.
- MIKI, Tokuchika - Dialogando com a juventude. São Paulo: Editora Vida Artística, 1ª ed., 1984.
- MIKI, Tokuchika - Meu Pai, Kyosso-Samá. São Paulo: Compilação dos diários do II Fundador, 2003.
- MIKI, Tokuchika - O Amor. São Paulo: Editora Vida Artística, 1984.
- MIKI, Tokuchika - Vença desapegando-se. São Paulo: Editora Vida Artística, 1994.
- MIKI, Tokuchika - Vida é Arte. São Paulo: Editora Vida Artística, 1979.